# Campylobacter
Genre
Espèces de rang inférieur
- Campylobacter jejuni
- Campylobacter fetus
- Campylobacter coli
- Campylobacter sputorum
- Campylobacter mucosalis
- Campylobacter concisus
- Campylobacter nitrofigilis
- Campylobacter lari
- Campylobacter pyloridis
- Campylobacter hyointestinalis
- Campylobacter helveticus
- Campylobacter upsaliensis
- Campylobacter cryaerophila
- C. curvus
- C. gracilis
- C. hominis
- C. insulaenigrae
- C. lanienae
- C. laridis
- C. rectus
- C. showae

Campylobacter (du grec καμπύλος, courbe) est un genre de bactéries Gram négatif, micro aérophiles, oxydase positive, non sporulantes provoquant des intoxications alimentaires. Elles sont présentes dans l'intestin de nombreux animaux, d'élevage notamment. 
Ils sont considérés comme source de zoonose dans les élevages, et comme étant la principale cause bactérienne de gastro-entérites humaine dans le monde, avec une incidence croissante dans les pays développés, qui pourrait notamment être due à la concentration du bétail.

## Description
Exigeantes, ces bactéries peuvent se présenter sous forme de bacilles légèrement incurvés voire spiralés (cultures jeunes) ou coccobacillaires (cultures âgées). Ils sont cultivés sur gélose Columbia au sang en microaérophilie.

## Taxonomie
Le genre Campylobacter contient 17 espèces dont les principales sont C. jejuni, C. coli responsables d'entérites et C. fetus responsable de septicémies chez l'immunodéprimé.

## Épidémiologie
Le Centre national de référence Campylobacter et Helicobacter est situé à Bordeaux (Pr Mégraud). La proximité d'animaux d'élevages ou l'ingestion de fruits et légumes non lavés sont des facteurs de risque
La campylobactériose est actuellement la zoonose la plus fréquemment signalée dans l'Union européenne. 
Un récent rapport indique que de 50 % à 80 % des cas de campylobactériose humaine pourrait être attribuée au poulet (espèce réservoir). 
On a récemment montré en Norvège que certains facteurs augmentent le risque de zoonose dans un élevage de poulet de chair 
- Température quotidienne moyenne supérieure à 6 °C au cours de la période d'élevage (alors qu'une température inférieure à zéro réduit le risque)[4] ;
- l'approvisionnement privé en eau[4] ,
- présence d'autres élevages dans un rayon de 2 km[4],
- présence d'autres élevages dans un rayon de 4 km, positifs aux Campylobacter spp. dans les 30 jours avant l'abattage[4],
- forte pluviométrie 11-30 jours avant l'abattage[4].

L'environnement agricole est facteur de risque, le ruissellement et les mouches étant susceptibles de transporter le microbe (l'activité des mouches augmente avec la température)

## Infection
Les bactéries du genre Campylobacter (C. jejuni, C. coli surtout) sont à l'origine de manifestations cliniques variées, où les entérites dominent largement : diarrhée, accompagnée de fièvre et de douleurs abdominales, après une période d'incubation de deux à cinq jours. Plus rarement, des complications post-infectieuses peuvent se produire : arthrite réactionnelle, syndrome de Guillain-Barré, etc.
Campylobacter fetus donne quant à lui rarement des entérites, il provoque le plus souvent des syndromes fébriles prolongés compliqués d'atteintes focales touchant surtout l'endothélium vasculaire (endocardites, anévrismes de l'aorte, thrombophlébites). Ces infections surviennent dans la grande majorité des cas chez des malades souffrant d'une pathologie sous-jacente (cirrhose, cancer, diabète, immunodéficience). La survenue d'une infection à C. fetus durant la grossesse est toujours favorable pour la mère, alors que la mortalité fœtale est élevée.
Les autres espèces de Campylobacter donnent les infections suivantes :
- Campylobacter upsaliensis : à rapprocher de C. fetus. Il peut donner des entérites chez les patients immunocompétents, accompagnées de bactériémies chez les immunodéprimés ;
- Campylobacter lari : diarrhées aiguës chez l'enfant, septicémies chez l'immunodéprimé ;
- Campylobacter hyointestinalis : diarrhées hydriques chez l'enfant ;
- Campylobacter consisus, C. curvus, C. rectus, C. gracilis, C. showae : associés à des parodontopathies.

Le diagnostic est le plus souvent direct (coproculture) et repose sur l’isolement de la souche dans les selles, sur milieux sélectifs, incubés en microaérophilie (atmosphère appauvrie en oxygène). L'adjonction de 5 % de dioxyde de carbone à l'atmosphère d'incubation ne peut être que bénéfique à la primo-culture.
Le réservoir est surtout animal : les Campylobacter sont des bactéries commensales du tube digestif de nombreux oiseaux et mammifères (poulets, mouettes…, humains, bovins, ovins, porcins, chats, chiens, mammifères marins, hamsters). Les oiseaux, le poulet en particulier, peuvent être considérés comme réservoirs naturels de Campylobacter jejuni. Cette bactérie vit au niveau du cloaque des oiseaux où elle est présente à de fortes concentrations. Cette colonisation n'a aucune conséquence pathologique pour les oiseaux.
Dans les abattoirs européens, 87.5% des poulets entiers sont porteurs à la dose moyenne de 2.4 log10 UFC/g de peau de cou. 15.4% des poulets dépassent 1000 UFC/g (enquête de 2008 dans 58 sites)
La transmission est majoritairement alimentaire après consommation d’aliments contaminés, consommés pas ou insuffisamment cuits (poulet surtout, porc, lait, etc.) ou d’eau. La transmission peut aussi être directe, interhumaine ou par contact avec des animaux infectés. Selon l'Autorité européenne de sécurité des aliments (AESA), 20 à 30% des cas de campylobactériose humaine sont dus à la consommation de viande de poulet mal cuite ou après contamination croisée à la maison. "Il s'agit là de faits isolés. Dans le cas d'une épidémie, les sources principales sont le lait cru et l'eau du robinet contaminée à la suite d'un problème de traitement des eaux".
La contamination pourrait également survenir lors de rapports sexuels, en particulier lors de pratiques impliquant un contact fécal-oral direct (par exemple, l’anulingus) ou indirect (par exemple, un contact oral avec un pénis ou un doigt après une pénétration anale) .
La maladie apparaît de manière sporadique le plus souvent, mais peut aussi à l'origine de TIAC (toxi-infections alimentaires collectives) plus spectaculaires car épidémiques et doit dans ce cas être déclarée comme telle aux autorités sanitaires (maladie à déclaration obligatoire, DO).

## Milieux de culture
Enrichissement des Campylobacter sur des milieux nutritifs : Preston 1/10 ou Park et Sanders 1/10.
Dans un second temps, isolement sur  milieux gélosés sélectifs type Skirrow ou Karmali, incubés 48 heures en microaérophilie, à 25 °C, 37 °C ou 42 °C selon les espèces.
Finalement, identification à l'aide des caractères biochimiques (catalase, oxydase, hydrolyse de l'hippurate, résistance à l'acide nalidixique, résistance à la céfalotine) et d'une galerie biochimique.

## Prévalence
- En France, les Campylobacter sont responsables d'environ 493 000 infections par an (21 cas pour 100 000 habitants par an), dont une quinzaine de décès (0,02 pour 100 000 hab.)[8].
- Le rapport de l'InVS de 2010 indique 145 cas confirmés pour 2010, et aucun décès[9].

## Traitement
Le traitement de référence est l'azythromycine, ou l'érythomycine
Selon une étude menée par des chercheurs de la Washington State University, l'ail serait cent fois plus efficace que certains antibiotiques pour venir à bout des biofilms des Campylobacter jejuni.